# محوطه دام داما
محوطه دام داما مربوط به هزاره اول قبل از میلاد - دوره اشکانیان - دوره ساسانیان - سده‌های متاخر دوران‌های تاریخی پس از اسلام است و در شهرستان مراغه، بخش مرکزی، دهستان سراجوی غربی، ۷ کیلومتری روستای بهنق واقع شده و این اثر در تاریخ ۲۷ اسفند ۱۳۸۶ با شمارهٔ ثبت ۲۲۵۵۰ به‌عنوان یکی از آثار ملی ایران به ثبت رسیده است.